# Tyspanodes flavolimbalis
Tyspanodes flavolimbalis is een vlinder uit de familie van de grasmotten (Crambidae), uit de onderfamilie van de Spilomelinae. De wetenschappelijke naam van deze soort is voor het eerst voorgesteld als Filodes flavolimbalis door Pieter Snellen in een publicatie uit 1895.
De soort komt voor in Indonesië (Java, Sumatra, Borneo).